# جهيد عبد الوهاب زفيزف
جهيد عبد الوهاب زفيزف (28 يونيو 1962 - ) من مواليد ولاية قسنطينة، في الجزائر، هو الرئيس-المدير العام للمجمع العمومي للصناعات الغذائية واللوجيستيك (Groupe Agro logistique)، كما شغل سابقًا رئيس الاتحادية الجزائرية لكرة القدم.